# 亞當斯鎮區 (愛荷華州達拉斯縣)
亞當斯鎮區（英語：Adams Township）是位於美國愛荷華州達拉斯縣的一個行政鎮區。

## 地方資料
根據2010年美國人口普查的數據，亞當斯鎮區的面積為103.24平方千米，當中陸地面積為103.17平方千米，而水域面積為0.07平方千米。當地共有人口1082人，而人口密度為每平方千米10.48人。